# Lushes Bight-Beaumont-Beaumont North
Lushes Bight-Beaumont-Beaumont North é uma pequena cidade localizada na província canadense de Terra Nova e Labrador. De acordo com o censo canadense de 2016, a cidade tinha uma população de 168 habitantes.